# Мехмет Шеху
Мехмет Исмаил Шеху (алб. Mehmet Ismail Shehu; Чоруш, 10. јануар 1913 — Тирана, 17. децембар 1981) био је албански политичар и један од вођа Народноослободилачке борбе Албаније. У послератној Албанији је био најутицајнији политичар уз Енвера Хоџу. Према званичним владиним извештајима починио је самоубиство 1981. године.

## Биографија
Рођен је 1913. године у селу Чоруш, јужна Албанија, у породици имама, пореклом Тоска. Дипломирао је 1932. године у Тирани. Специјализовао се за пољопривреду. Пошто није нашао запослење у Албанији, добио је стипендију на Војној академији у Напуљу. Био је избачен из школе због својих комунистичких ставова 1936. године, након чега је примљен у Официрску школу у Тирани.

### Шпански грађански рат
Међутим, школовање је напустио наредне године када је добровољно отишао у Шпанију да се бори на страни републиканаца у Шпанском грађанском рату. Постао је члан Комунистичке партије Шпаније и ускоро постао командант Четвртог батаљона 12. интернационалне бригаде „Гарибалди“.
Након пораза Шпанске републике 1939. године, ухапшен је у Француској. Првобитно је био смештен у концентрационом логору у Француској, а након тога пребачен у италијански логор где је постао члан Комунистичке партије Италије.

### Други светски рат
Успео је да се врати у Албанију 1942. године, која је тада била под италијанском окупацијом, и одмах постао члан Комунистичке партије Албаније и придружио се албанским партизанима. Почетком 1943. постао је кандидат за члана Централног комитета КП Албаније.
Захваљујући искуству из Шпанског грађанског рата, брзо је напредовао и већ у августу 1943. постао командант Прве партизанске ударне бригаде, а касније командант Прве ударне дивизије НОВА. Од 1944. до 1945. био је члан Антифашистичке скупштине народног ослобођења Албаније.

### Каријера у НР Албанији
Након ослобођења Албаније у новембру 1944. године, Шеху је постао заменик заповедника албанске војске. Након школовања у Москви, добио је функцију заповедника Албанске народне армије и дошао до чина генерала. Шеху је после рата био једна од најмоћнијих личности у албанској политици, али је Енвер Хоџа ипак остао неприкосновени владар Албаније.
Шеху је од 1948. био члан Централног комитета и Политбироа Партије рада Албаније, а од 1948. до 1953. секретар ЦК. Од 1948. до 1954. је био заменик председника Већа министара (премијер Албаније) и министар унутрашњих послова (шеф тајне полиције). Налседио је Хоџу на функције председника Већа министара 1954. и ту функцију вршио до своје смрти 1981. године.
Шеху је дуги низ година био Хоџин блиски сарадник и пријатељ, те друга најмоћнија особа у Албанији. Он је 1961. уредио формирање кинеско-албанског савеза. Међутим, наводно се 1981. успротивио Хоџиној политици изолационизма, због чега је био оптужен да је југословенски шпијун.

### Смрт
Дана 17. децембра 1981. био је пронађен мртав у својој спаваћој соби са рупом од метка у глави. Према званичној изјави албанске владе, починио је самоубиство услед живчаног слома. То је према албанском закону био злочин. Шеху је означен као „народни непријатељ“ и сахрањен негде у пустари мало даље од Тиране. Након смрти је био оптужен да је био не само југословенски агент, него да је радио и за ЦИА-у и КГБ.
Његова удовица Фикерете и два сина су били ухапшени без икаквог објашњења и стављени у затвор.
Након 1991. године, Шехуов син Башким је пуштен из затвора и покренуо потрагу за очевим остацима. Објављено је да су остаци Мехмета Шехуа нађени 19. новембра 2001. године.